# Seweryniwka (rejon białocerkiewski)
Seweryniwka (ukr. Северинівка) – wieś na Ukrainie, w obwodzie kijowskim, w rejonie białocerkiewskim. W 2001 liczyła 914 mieszkańców, wśród których 912 jako ojczysty język wskazało ukraiński, a 12 rosyjski.